# StopAntisemitism
StopAntisemitism ist eine US-amerikanische gemeinnützige Organisation, die sich auf die Bekämpfung von Antisemitismus konzentriert.

## Geschichte
Die amerikanische Influencerin Liora Rez gründete im Oktober 2018 StopAntisemitism, um Antisemitismus im Internet zu beobachten und aufzudecken. Rez wurde in der Sowjetunion geboren, wo ihre Familie Antisemitismus erlebte.

## Aktivitäten
StopAntisemitism erhält regelmäßig Hinweise auf antisemitische Vorfälle, oft über soziale Medien. Die Organisation prüft die eingehenden Meldungen und holt zusätzliche Informationen zum Täter ein, vor allem zum beruflichen Umfeld und zum Arbeitgeber. Danach werden sämtliche Informationen zum Täter, oft mit Foto und Screenshot von Social-Media-Präsenzen, veröffentlicht, um diesen bloßzustellen.
Jede Woche wird der „Antisemit der Woche“ zur Abstimmung gestellt und gewählt.